# Liste der Mitglieder des Landtages (Freistaat Sachsen-Weimar-Eisenach)
Diese Liste gibt einen Überblick über alle Mitglieder des Landtages des Freistaates Sachsen-Weimar-Eisenach in der 1. (und einzigen) Wahlperiode (1919 bis 1920).

## B
- August Baudert (SPD)
- Karl Becher (SPD)
- August Beck (SPD)
- Adam Benewitz (USPD)
- ? Bischoff (USPD)
- Gustav Blumenstein (DDP)

## D
- Eduard Dotter (Z)

## E
- Friedrich Georg von Eichel-Streiber (DNVP)

## F
- Wilhelm Faber (SPD)

## G
- Richard Georgi (SPD)
- Helene Glaue (DDP)

## H
- Karl Hermann (USPD)
- Paul Herzer (SPD)
- Karl Heyne (DDP)
- Emil Höllein (USPD)
- Adolf Hörle (SPD)
- Adolf Hörschelmann (SPD)

## I
- Valentin Iffland (SPD)

## J
- Hermann Jöck (DNVP)

## K
- Johann Georg Kaiser (DNVP)
- Albert König (DNVP)
- Max Krütze (SPD)
- Philipp Kühner (DDP)

## L
- Hermann Leber (SPD)
- Paul Lehmann (DNVP)
- Paul Leutert (SPD)
- Julius Lippold (USPD)

## M
- Oskar Matthes (DDP)
- Louis Mäusezahl (SPD)
- Otto Micke (SPD)

## N
- Viktor Neumann (DVP)

## O
- Ali Oswald (SPD)

## P
- Arnold Paulssen (DDP)
- Emil Polz (DDP)

## R
- Karl Richard Rodigast (DNVP)
- Eduard Rosenthal (DDP)
- Albert Rudolph (SPD)
- Amalie Rudolph (SPD)

## S
- August Schauer (DNVP)
- Fritz Schleifenheimer (?)
- Johann Scholz (SPD)
- Maria Schott (DNVP)
- Friedrich Stein (DNVP)
- Alfred Stockmar (DDP)

## T
- Wilhelm Thümmel (DVP)

## Z
- Richard Zimmermann(?)